# Hobro
Hobro jest to miasto w północno-wschodniej Danii, w okręgu Północna Jutlandia (Nordjyllands Amt). 
Od 1970 do 2007 miasto było siedzibą gminy Hobro, od 2007 jest siedzibą gminy Mariagerfjord.
11.490 mieszkańców (2009).
Jest miastem partnerskim Bolesławca.

## Zabytki
- Fyrkat – ruiny wikińskiej warowni pierścieniowej.